# Coudrecieux
Coudrecieux est une commune française, située dans le département de la Sarthe en région Pays de la Loire, peuplée de 638 habitants.
La commune fait partie de la province historique du Maine, et se situe dans le Haut-Maine (Maine blanc).

## Géographie
| Saint-Michel-de-Chavaignes | Dollon      | Semur-en-Vallon |
| Bouloire                   | Coudrecieux |                 |
|                            | Écorpain    | Montaillé       |

### Climat
Pour des articles plus généraux, voir Climat des Pays de la Loire et Climat de la Sarthe.
En 2010, le climat de la commune est de type climat océanique dégradé des plaines du Centre et du Nord, selon une étude du CNRS s'appuyant sur une série de données couvrant la période 1971-2000. En 2020, Météo-France publie une typologie des climats de la France métropolitaine dans laquelle la commune est exposée à un climat océanique altéré et est dans la région climatique  Moyenne vallée de la Loire, caractérisée par une bonne insolation (1 850 h/an) et un été peu pluvieux. 
Pour la période 1971-2000, la température annuelle moyenne est de 10,7 °C, avec une amplitude thermique annuelle de 14,4 °C. Le cumul annuel moyen de précipitations est de 730 mm, avec 12 jours de précipitations en janvier et 7,2 jours en juillet. Pour la période 1991-2020, la température moyenne annuelle observée sur la station météorologique de Météo-France la plus proche, sur la commune du Luart à 9 km à vol d'oiseau, est de 12,0 °C et le cumul annuel moyen de précipitations est de 686,4 mm,. Pour l'avenir, les paramètres climatiques de la commune estimés pour 2050 selon différents scénarios d'émission de gaz à effet de serre sont consultables sur un site dédié publié par Météo-France en novembre 2022.

## Urbanisme

### Typologie
Au 1er janvier 2024, Coudrecieux est catégorisée commune rurale à habitat dispersé, selon la nouvelle grille communale de densité à sept niveaux définie par l'Insee en 2022.
Elle est située hors unité urbaine et hors attraction des villes,.

### Occupation des sols
L'occupation des sols de la commune, telle qu'elle ressort de la base de données européenne d’occupation biophysique des sols Corine Land Cover (CLC), est marquée par l'importance des territoires agricoles (55,3 % en 2018), une proportion identique à celle de 1990 (55,3 %). La répartition détaillée en 2018 est la suivante : 
forêts (41,2 %), terres arables (36,9 %), prairies (14,4 %), zones agricoles hétérogènes (4 %), zones urbanisées (2,5 %), milieux à végétation arbustive et/ou herbacée (1 %). L'évolution de l’occupation des sols de la commune et de ses infrastructures peut être observée sur les différentes représentations cartographiques du territoire : la carte de Cassini (XVIIIe siècle), la carte d'état-major (1820-1866) et les cartes ou photos aériennes de l'IGN pour la période actuelle (1950 à aujourd'hui).

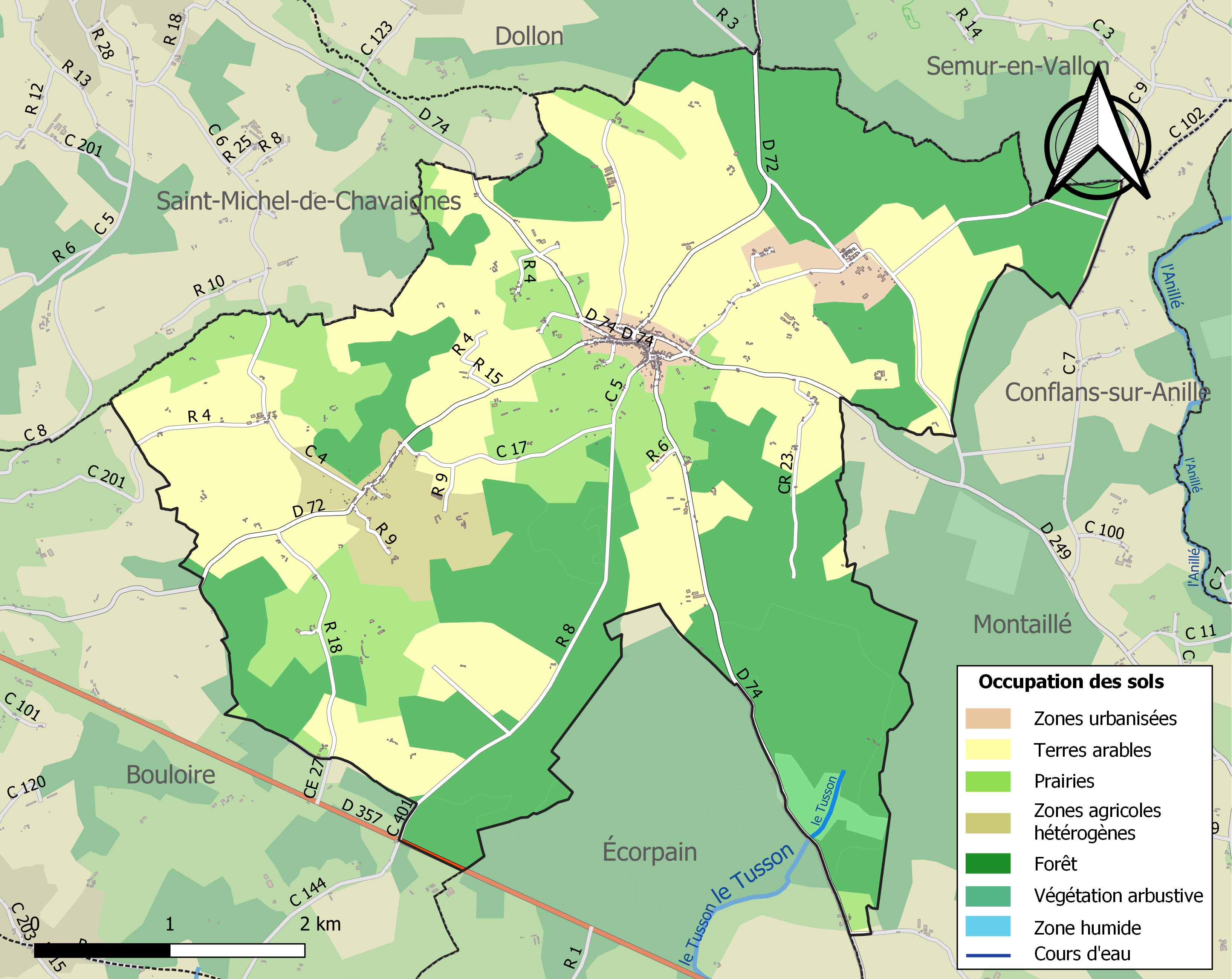
Carte des infrastructures et de l'occupation des sols de la commune en 2018 (CLC).

## Toponymie
Le gentilé est Coudrecélestin. Le nom de la commune semble lié à la présence de forêts, plus particulièrement de bois de coudriers.

## Histoire
À partir du Moyen Âge, la vie locale dépend sans doute pour une bonne partie de la fabrication et du négoce du verre. La présence de grandes forêts et l'éloignement de grandes rivières navigables pour en assurer le transport a favorisé le développement de cette industrie, entre Perche et Vendômois, qui consommait donc localement cette production sylvicole.
Dans son Dictionnaire topographique publié en 1829, Julien Rémy Pesche indique qu'une verrerie, construite en 1732 et située près du bois des Loges, fabrique toutes sortes d'objets en verre et cristal de belle qualité. Cette fabrique fait vivre 80 à 90 ouvriers. Selon l'abbé Charles Girault (1882-1964, spécialiste de l'histoire de la Sarthe ainsi qu'en témoigne l'importance du "fonds Girault" aux archives départementales de la Sarthe) déjà une ancienne verrerie "existait avant le XVIIe siècle, dans le voisinage de la Teillaie et des Maisons-Rouges, sur le chemin de Semur à Coudrecieux".
Un mémoire relatif au rétablissement d'une manufacture de verrerie dans la paroisse de Coudrecieux (consultable aux archives départementales d'Indre et Loire car Coudrecieux dépendait au début du XVIIIe siècle de la généralité de Tours) indique que :
« Le sieur Le Gras du Luart représente qu'il a une quantité considérable de bois taillis dans les paroisses de Coudrecieux et autres circonvoisines situées province du Maine, élection du Château-du-Loir, généralité de Tours. Que ces bois dépérissent et se perdent faute de consommation attendu la difficulté des transports et l'éloignement des rivières navigables. Depuis l'interruption de cette verrerie, il n'y a plus eu de consommation de bois taillis, plus de travail et de secours pour les habitants, en sorte qu'il y a plus de trois cents maisons ou bordages abandonnés ou détruits en ce canton. Dans la vue de procurer du travail aux habitants qui y restent et des secours pour le paiement des impositions et afin d'avoir le débit des bois, le sieur Le Gras demande qu'il lui soit permis de rétablir une verrerie. »
À la suite d'un décret impérial du 11 janvier 1808, Coudrecieux, qui comptait alors 762 habitants, absorbe la commune des Loges (445 habitants).
Quarante-six habitants de Coudrecieux sont morts pour la France durant la Première Guerre mondiale.
Au lieu-dit la Pierre, la verrerie désaffectée a été transformée en camp d’internement pour les nomades entre novembre 1940 et le 15 avril 1942 où 370 d'entre eux sont transférés au camp de Mulsanne.

## Politique et administration
| Période                                  | Période      | Identité                 | Étiquette | Qualité |
| ---------------------------------------- | ------------ | ------------------------ | --------- | --- |
| 1920                                     | ?            | Auguste Bluteau          |           | |
| 1932                                     | ?            | Arthur Louis Bezard      |           | |
| 1951                                     | 1977         | Ladislas du Luart        |           | Sénateur de la Sarthe (1968-1977) Conseiller général du canton de Bouloire (1964-1976) Vice-président du conseil général de la Sarthe |
| 1977                                     | 1983         | Yves Bataille            |           | |
| 1983                                     | mars 2001    | Frédéric de Montalembert |           | |
| mars 2001                                | mars 2014    | Michel Hoguin            | PCF       | |
| mars 2014                                | Juillet 2022 | Laurent Goupil           |           | Responsable d'un service enfance jeunesse                                                                                             |
| Octobre 2022                             | En cours     | Tony Foulon              |           | Gérant d’entreprise |
| Les données manquantes sont à compléter. |              |                          |           | |

Depuis le 1er janvier 2017, Coudrecieux est rattachée à l'intercommunalité du Gesnois Bilurien qui regroupe vingt-trois communes et plus de 30 600 habitants.

## Démographie
L'évolution du nombre d'habitants est connue à travers les recensements de la population effectués dans la commune depuis 1793. Pour les communes de moins de 10 000 habitants, une enquête de recensement portant sur toute la population est réalisée tous les cinq ans, les populations de référence des années intermédiaires étant quant à elles estimées par interpolation ou extrapolation. Pour la commune, le premier recensement exhaustif entrant dans le cadre du nouveau dispositif a été réalisé en 2006.
En 2022, la commune comptait 638 habitants, en évolution de +3,07 % par rapport à 2016 (Sarthe : −0,25 %, France hors Mayotte : +2,11 %).
| 1793 | 1800 | 1806 | 1821  | 1831  | 1836  | 1841  | 1846  | 1851  |
| ---- | ---- | ---- | ----- | ----- | ----- | ----- | ----- | ----- |
| 601  | 669  | 762  | 1 293 | 1 422 | 1 348 | 1 411 | 1 377 | 1 436 |

| 1856  | 1861  | 1866  | 1872  | 1876  | 1881  | 1886  | 1891  | 1896  |
| ----- | ----- | ----- | ----- | ----- | ----- | ----- | ----- | ----- |
| 1 423 | 1 401 | 1 402 | 1 466 | 1 480 | 1 470 | 1 450 | 1 414 | 1 426 |

| 1901  | 1906  | 1911  | 1921  | 1926  | 1931  | 1936  | 1946  | 1954  |
| ----- | ----- | ----- | ----- | ----- | ----- | ----- | ----- | ----- |
| 1 470 | 1 519 | 1 470 | 1 371 | 1 299 | 1 215 | 1 172 | 1 129 | 1 024 |

| 1962 | 1968 | 1975 | 1982 | 1990 | 1999 | 2006 | 2011 | 2016 |
| ---- | ---- | ---- | ---- | ---- | ---- | ---- | ---- | ---- |
| 986  | 904  | 733  | 573  | 530  | 568  | 609  | 634  | 619  |

| 2021 | 2022 | - | - | - | - | - | - | - |
| ---- | ---- | - | - | - | - | - | - | - |
| 630  | 638  | - | - | - | - | - | - | - |

## Lieux et monuments
Coudrecieux possède plusieurs monuments notables :
- L'église Saint-Martin, au hameau des Loges, du XIe au XVIe siècle. Inscrite au titre des Monuments Historiques en 1952[23]. Le clocher roman à deux étages a la particularité d’être tout en pierre. Il daterait de l'an mil. Au Sud, l’église se prolonge par une chapelle romane. La fresque de la voûte présente un original concert de douze anges musiciens[24] (estimé fin du XVe siècle)[25].
- L'église Saint-Sigismond, du XIIe au XIXe siècle). L'édifice d'origine daterait du XIIe siècle. Le clocher, situé côté sud, est une tour carrée couronnée par une originale poivrière de forme octogonale qui daterait du XVIIe siècle. Des rénovations importantes ont été effectuées aux XIXe et XXe siècles.
- Le château des Loges, du XVIe siècle. Julien-Rémy Pesche indique la présence de fortifications gallo romaines, en réutilisation d'un site gaulois. Au demeurant, le nom de "Loges" (loiges) confirme la présence de fortification (tour ou château).
- Le château de la Pierre, du XVIe au XIXe siècle.
- Le manoir de la Cour[26], du XVIe siècle,  Inscrit MH
- Le foyer Sainte-Élisabeth, édifié au XIXe siècle comme une école libre pour les filles. Il est devenu, plus tard, une maison de retraite. Désaffecté, il a été racheté par la commune et a été utilisé ponctuellement par des associations de la commune. Il a depuis été vendu par la commune à un propriétaire privé.
- La verrerie de la Pierre, bâtiment désaffecté situé à proximité du château de la Pierre (fonctionna de 1733 à 1936). Entre octobre 1940 et avril 1942, l'ancienne verrerie sera utilisée comme camp d'internement de nomades.

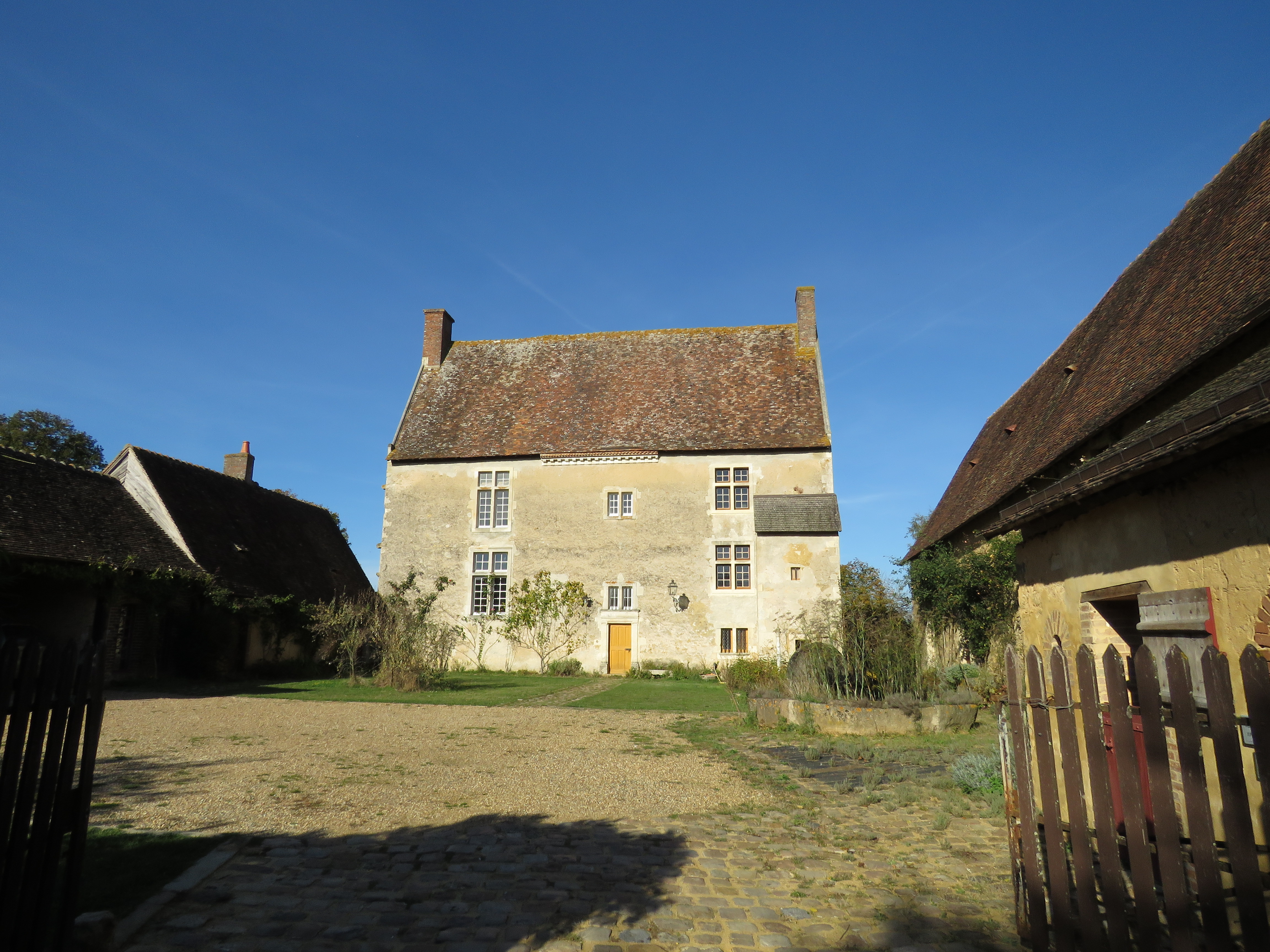
Le manoir de la Cour.
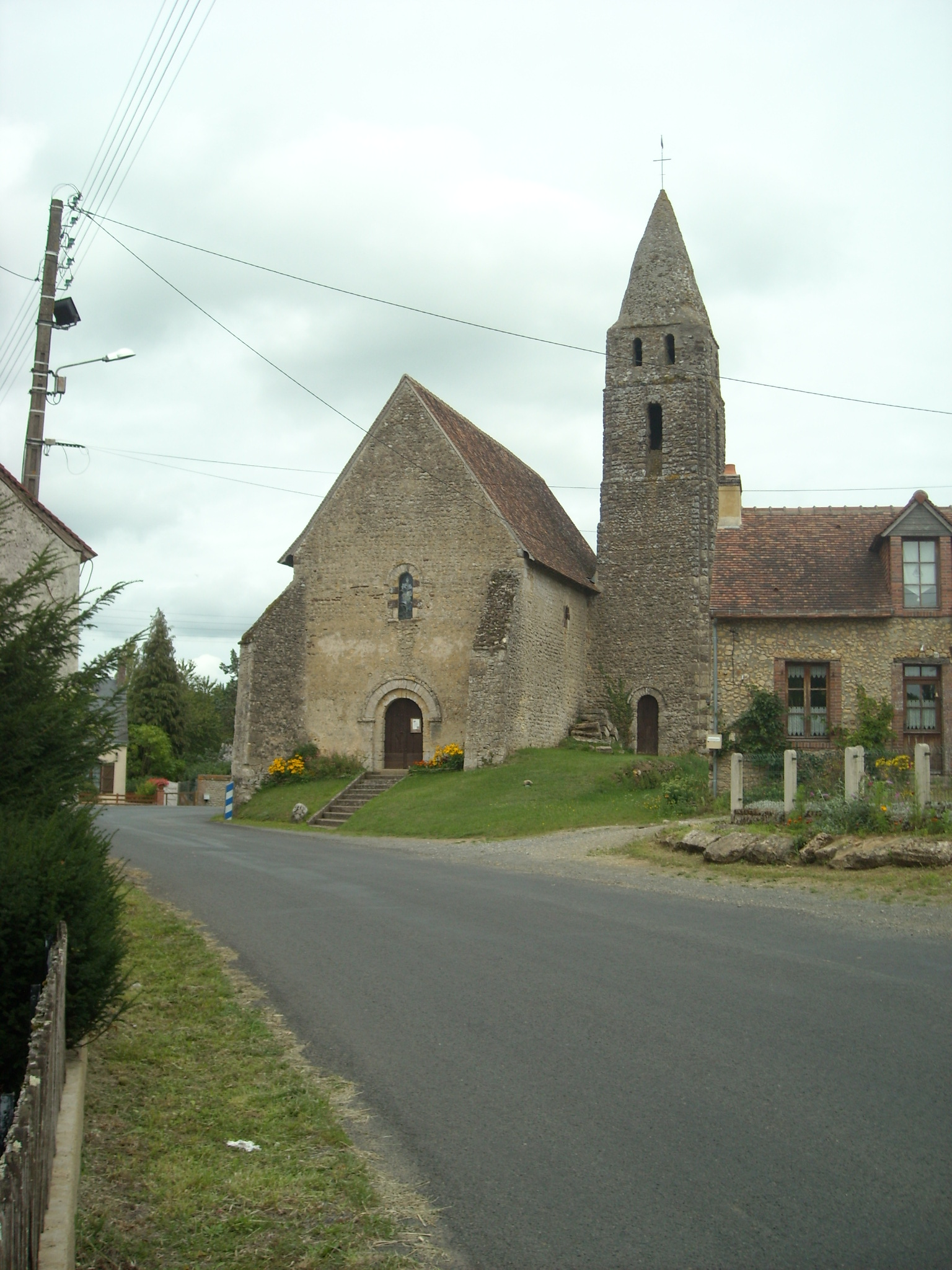
L'église des Loges.
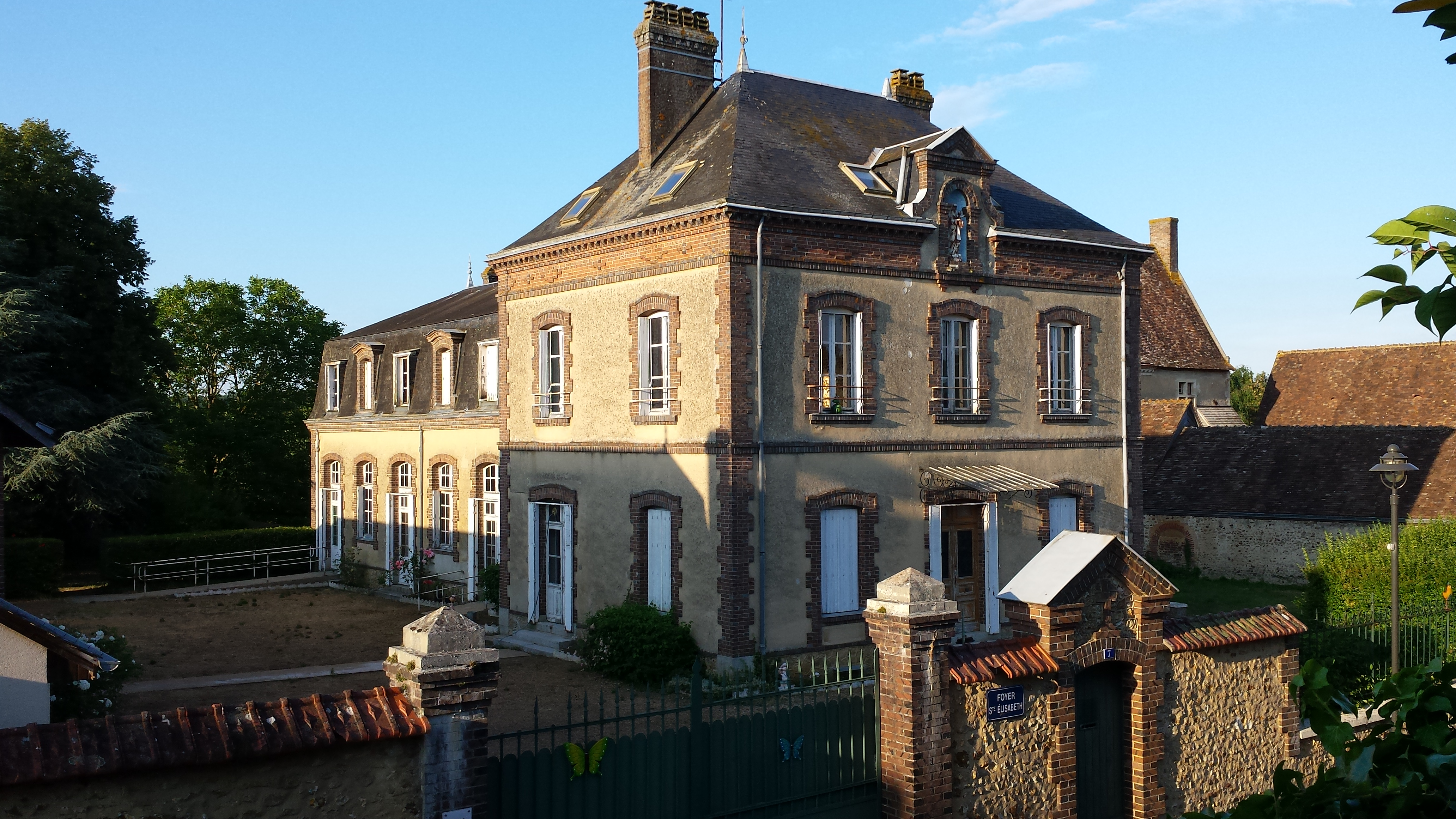
Le foyer Sainte-Élisabeth.
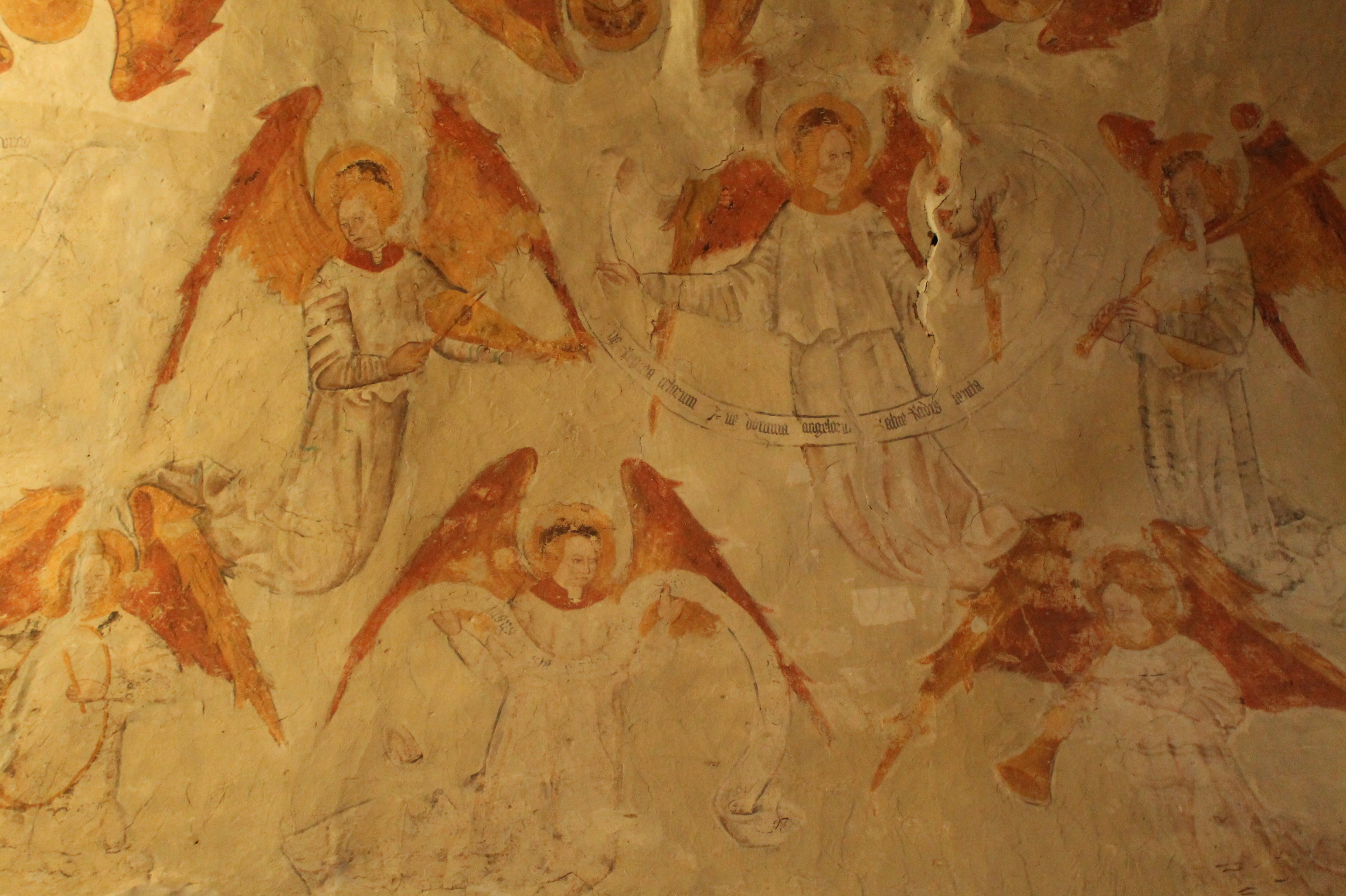
Anges musiciens de l'église des Loges

## Activité et manifestations
Diverses animations organisées tout au long de l'année par l'association Coudre'liens.

## Personnalités liées
La romancière et dramaturge anglaise Daphne du Maurier, dont de nombreux ouvrages (son plus célèbre étant sans doute Rebecca) ont été adaptés au cinéma (notamment par Alfred Hitchcock), avait des ancêtres issus de la commune de Coudrecieux. Elle a d'ailleurs publié un récit intitulé Les Souffleurs de verre (titre original The glass-blowers, paru en 1963) dans lequel elle évoque ses aïeux coudrecélestins.